# Qasımalılar
Qasımalılar è un comune dell'Azerbaigian situato nel distretto di Şəmkir.